# Eleonora Gaggero
Eleonora Gaggero (Genova, Olaszország, 2001. november 20.-) olasz színésznő, aki 2014 óta ismert, mikor megkapta Stella szerepét a Fratelli unici című filmben, ezt követte egy évvel később Nicole De Ponte szerepe az Alex és bandája című sorozatban.

## Élete
Eleonora Gaggero hároméves korában kezdett el táncolni, és 2011-ben kezdett reklámokban szerepelni. 2015-ben Nicole De Ponte szerepét játszotta az Alex és bandája sorozatban. 2016-ban elnyerte "Az év felfedezettje" díjat a Capri Hollywood fesztiválon. 2017-ben jelent meg első regénye Se é con te, sempre. címmel. 2019-ben a Giffoni Experienced 2019 rendezvényen elnyerte az Explosive Talent Award díjat.

## Filmográfia

### Filmek
- 2014: Fratelli unici: Stella
- 2016: Alex & Co, le film: Nicole De Ponte[8]
- 2017: Non c'è campo: Virginia Basile
- 2020: Sul più bello: Beatrice

### Sorozatok
- 2015 - 2017: Alex & Co: Nicole De Ponte[9]
- 2016: Radio Alex: Nicole De Ponte
- 2016: Scomparsa: Camilla Telese[10]

## Művei
- Avec toi, pour toujours, Pocket Jeunesse, 2019.[11]
- Dis-moi que tu y crois encore, Pocket Jeunesse, 2021.